# Варахамихира
Варахамихира (санскр. वराहमिहिर, IAST: varāhamihira; 505—587) — индийский астроном, математик и астролог.

## Биография
Варахамихира родился в селении Капитха (Капаттика) в Авантике (Западная Мальва, ныне штат Мадхья-Прадеш), но местонахождение этого селения нам точно не известно. Астрономическим наукам (в том числе астрологии) начал обучаться под руководством своего отца Адитьядаши. Жил в ближайшем городе Удджайне — важнейшем центре древнеиндийской астрономии, где в это же время работал его более старший коллега — Ариабхата. Согласно легенде, был одним из Наваратн — «девяти драгоценных камней» двора легендарного царя Викрамадитьи (вероятно, царя Яшодкармана, императора Гупты). Некоторые источники сообщают, что Варахамихира много путешествовал и даже побывал в Греции, но достоверность таких сообщений сомнительна.
Его сын Притхуяшас был известным астрологом, известна его книга гороскопов «Хора Саара». Современные брахманы шакадвипи считают себя потомками Варахамихиры, но этому нет никаких документальных подтверждений.

## Панча-сиддхантика
Основным астрономическим сочинением Варахамихиры является «Панча-сиддхантика» («Трактат, включающий пять сиддхант» (сиддхантами назывались астрономические книги)). Датируемый приблизительно 575 годом, этот трактат содержит извлечения из древних индийских астрономических книг, в настоящее время утраченных: это «Сурья-сиддханта», «Ромака-сиддханта», «Паулиша-сиддханта», «Васиштха-сиддханта» и «Пайтамаха-сиддханта». Эти книги были основаны на результатах эллинистической астрономии, включающей в себя греческие, а также египетские и вавилонские элементы. С традиционными индуистскими воззрениями Варахамихира обходится достаточно свободно; в частности, обитель богов гора Меру — это точка северного полюса:
Охват Земли составляет 3200 йоджан. Солнце в день равноденствия совершает обращение по небесному экватору над земным экватором, для которого Меру является полюсом... Удджайн находится на широте 24°, в 66° от Меру... Люди на Ланке видят полярную звезду на горизонте, те, кто на Меру — в зените, те, кто между ними — в среднем положении... С помощью гномона мы можем определять центр Земли или охват всей Земли, подобно тому как мы пробуем вкус соли, выпив немного солёной воды.
В «Панча-сиддхантике» Варахамихира пользуется некоторыми интересными математическими результатами; принадлежат ли они ему самому или он ими пользуется по традиции, сказать с определённостью невозможно. Для вычисления площади круга Варахамихира пользуется приближением {\displaystyle \pi } = {\displaystyle {\sqrt {10}}}. Здесь же приводится основное тригонометрическое тождество и ряд других соотношений плоской тригонометрии.
Защищая традиционные воззрения, Варахамихира возражает против теории своего современника Ариабхаты о том, что вращение небес — только кажущееся, и является следствием вращения Земли вокруг своей оси:
Земной шар, составленный из пяти элементов, висит в пространстве в середине звёздной сферы, как кусок железа между двумя магнитами. Со всех сторон он покрыт деревьями, горами, городами, рощами, реками, морями и другими вещами. В центре его находится Сумеру, обитель богов. Снизу обитают асуры... Один из полюсов виден в пространстве над Меру; другой — в пространстве снизу. Закреплённая в полюсах, звёздная сфера движется ветром правахи. Некоторые говорят, что Земля вращается, как если бы она находилась в токарном станке, а не в сфере; но в таком случае соколы и другие не могли бы вернуться из эфира к своим гнёздам. А ещё, если бы Земля вращалась за один день, флаги и схожие с ними предметы, вынуждаемые к этому быстротой вращения, постоянно были бы направлены на запад. А если Земля вращается медленно, как она успевает совершить оборот?

## Брихат-самхита
Варахамихире принадлежит энциклопедическое сочинение «Брихат-самхита» («Большой сборник») из 106 глав, охватившее многие сферы человеческой жизни: астрологию, движение планет, затмения, осадки, облака, архитектуру, выращивание сельскохозяйственных культур, производство парфюмерии, супружество, семейные отношения, драгоценные камни и жемчуг (оценены по Гаруда-пуране), ритуалы. Он написал также более краткую «Самаша-Самхиту», не дошедшую до наших дней.

## Астрология
В области астрологии гороскопов Варахамихире принадлежат труды «Брихат-Джатака» («Большая книга о рождениях») и «Лагху-Джатака» («Краткая книга о рождениях»). Кроме того, он сочинил три работы по военной астрологии («Брихад Ятра», «Тиканика Ятра» и «Йога Ятра»). Считается автором свода правил брачной и хорарной астрологии «Виваха Патала». Ему приписывают ещё несколько работ сомнительного авторства.

### Сочинения
- Varâha Mihira. Pañchasiddhântikâ. Text, tr. and intr. by G. Thibaut and M. S. Dvivedî. Benares, 1889.
- Neugebauer O., Pingree D. The Pañchasiddhântikâ of Varâhamihira. 2 vols. Copenhagen, Munskgaard, 1970-71.
- Varâha Mihira. Brihat Samhita. Tr. by M. С. Iyer. Madura: South Indian Press, 1884.
- Varâha Mihira. Brihat Jataka. Tr. by M. С. Iyer. Madras, 1885.

### Исследования
- Ван-дер-Варден Б. Пробуждающаяся наука II. Рождение астрономии. М.: Наука, 1991. С. 315–325.